# Vittorio Sentimenti
Vittorio Sentimenti, znany również jako Sentimenti III (ur. 18 sierpnia 1918, zm. 27 września 2004) – włoski piłkarz z Bomporto w prowincji Modena. Grał w kilku klubach piłkarskich, m.in. w Juventusie, Torino FC i Modenie.